# Wenus z Petřkovic

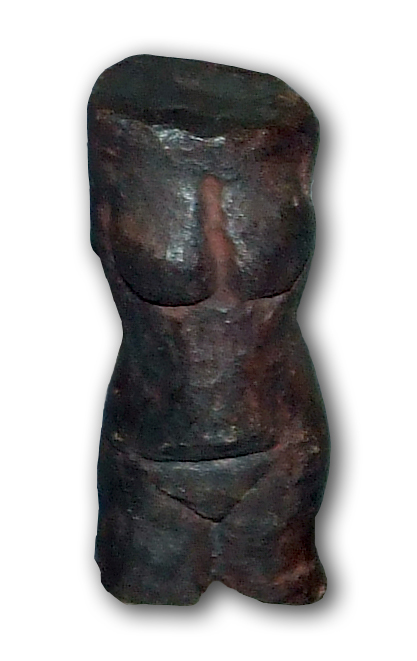
Replika Wenus z Petřkovic

Wenus z Petřkovic (cz.: Petřkovická venuše albo Landecká venuše) – figurka paleolityczna Wenus datowana na ok. 23 000 lat p.n.e. (kultura grawecka). Została znaleziona przez archeologa Bohuslava Klimę 14 lipca 1953 na wzgórzu Landek w Pietrzkowicach obecnie w granicach Ostrawy na Śląsku w Czechach.
Figura została wyrzeźbiona z hematytu i przedstawia tors młodej kobiety lub dziewczyny. Brak głowy wydaje się zamierzony przez twórcę. W kontraście do innych znanych figurek wenus paleolitycznych, Wenus z Petřkovic przedstawia szczupłą sylwetkę z małym biustem.